# Uckfield
Uckfield to miasto leżące w hrabstwie East Sussex na południu Anglii w pobliżu Brighton. Populacja miasteczka wynosi 15 000.